# Авл Лициний Нерва Силиан (консул 65 года)
Авл Лициний Нерва Силиан (лат. Aulus Licinius Nerva Silianus) — римский политический деятель второй половины I века.
Дедом Силиана, по всей видимости. был консул 7 года Авл Лициний Нерва Силиан. В 65 году он занимал должность ординарного консула. Его коллегой по консулату был Марк Юлий Вестин Аттик. Больше о Силиане ничего неизвестно.